# 현흥택
현흥택(玄興澤, ?~?)은 조선 말기 무신이자 대한제국기 군인이자 정치가로서 보빙사 일원으로 미국을 방문하였다.

## 생애
1883년에서 1884년 사이 현흥택은 미국에 파견되었던 보빙사 일원이었다. 1890년 현흥택은 수안군수를 지냈고, 1894년 친군통위부령이 되었다. 을미사변 당시 현흥택은 명성황후가 일본인 한 명에게 칼에 찔렸을 때 왕비를 구하고자 옥호루에 뛰어갔으나 살리지는 못하였다. 이후 현흥택은 친일 내각을 몰아내기 위한 춘생문 사건에 배후조정자로 지정되었다. 이후 독립협회가 결성되자, 현흥택은 일원으로서 많은 활동을 하였다. 이후 군인으로서 친위 제1연대장을 지냈으며 최종계급 정령으로 1906년 승진하였다. 이후 1908년 태극장을 받았다.